# F91 Dudelange (féminines)
Pour le club, voir F91 Dudelange.
Pour les articles homonymes, voir F91.
Le F91 Dudelange est un club de football féminin situé à Dudelange au Luxembourg. C'est la section féminine du F91 Dudelange.

## Palmarès
- Champion du Luxembourg : 1998